# Idiodes punctiger
Idiodes punctiger là một loài bướm đêm trong họ Geometridae.